# 杏堂站
杏堂站（：／ Haengdang yeok */?）是首都圈電鐵5號線沿線的一座地下車站，位於韓國首爾特別市城東區杏堂洞。

## 車站構造
站體為2面2線側式月台的地下車站，候車月台設有月台幕門，並有4處出口。

### 月台配置
| 新金湖 ↑ |
| \| 上    |
| ↓ 往十里 |

| 月台 | 路線             | 目的地                                       |
| ---- | ---------------- | -------------------------------------------- |
| 上行 | ●首都圈電鐵5號線 | 新金湖、木洞、開花山、傍花方向               |
| 下行 | ●首都圈電鐵5號線 | 往十里、峨嵯山、上一洞、河南黔丹山、馬川方向 |

## 歷史
- 1996年12月30日：落成啟用。
- 1999年3月5日：夜間22時半發生有醉漢進入距離車站130公尺的軌道內，所幸司機提前察覺並在2公尺的距離內緊急煞停，而未釀成事故。

## 車站周邊
- 乐天玛特杏堂店
- 首爾杏堂初等學校
- 首爾杏峴初等學校
- 舞鶴中學
- 舞鶴女子高校

## 圖片

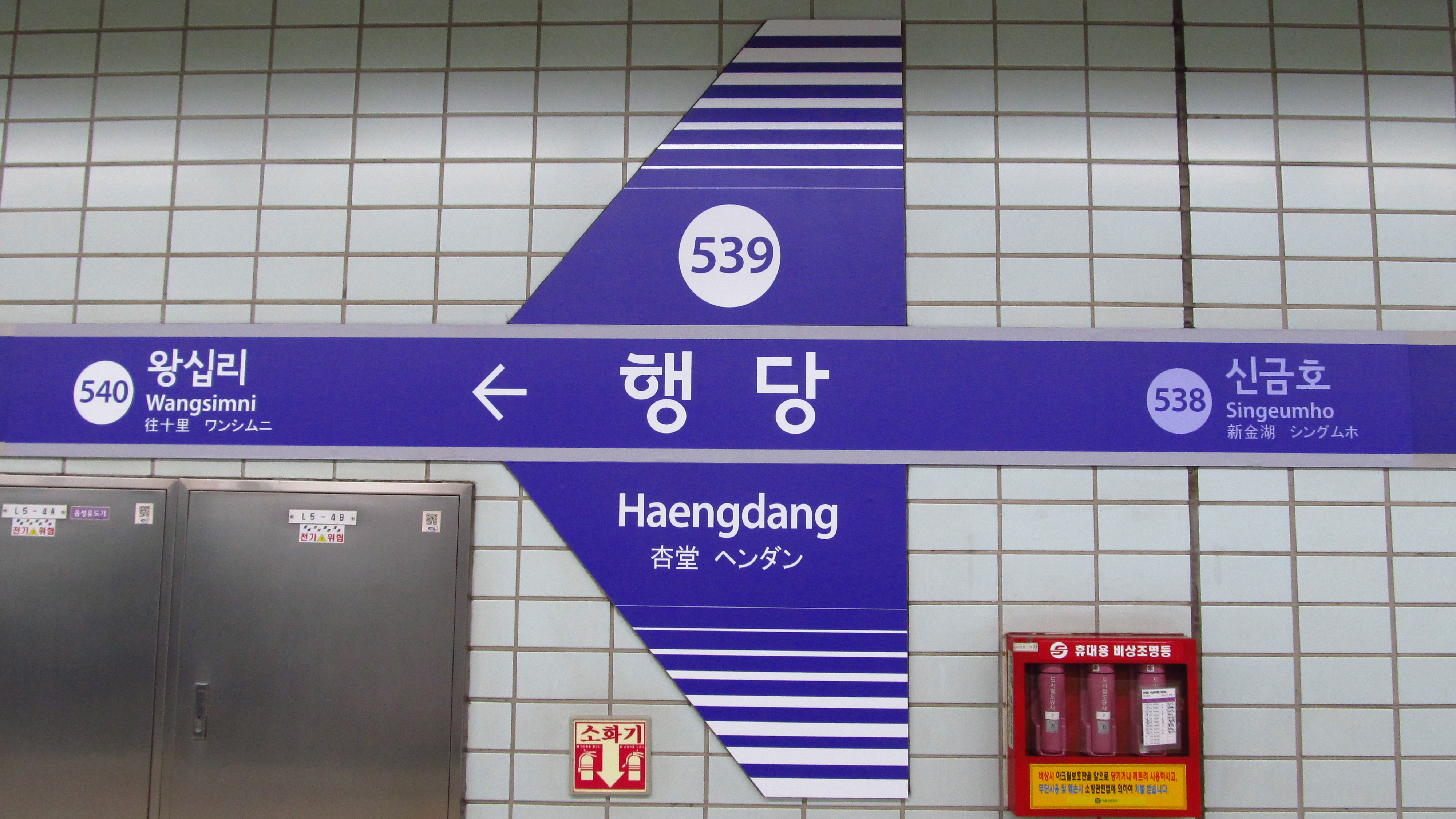
站名牌
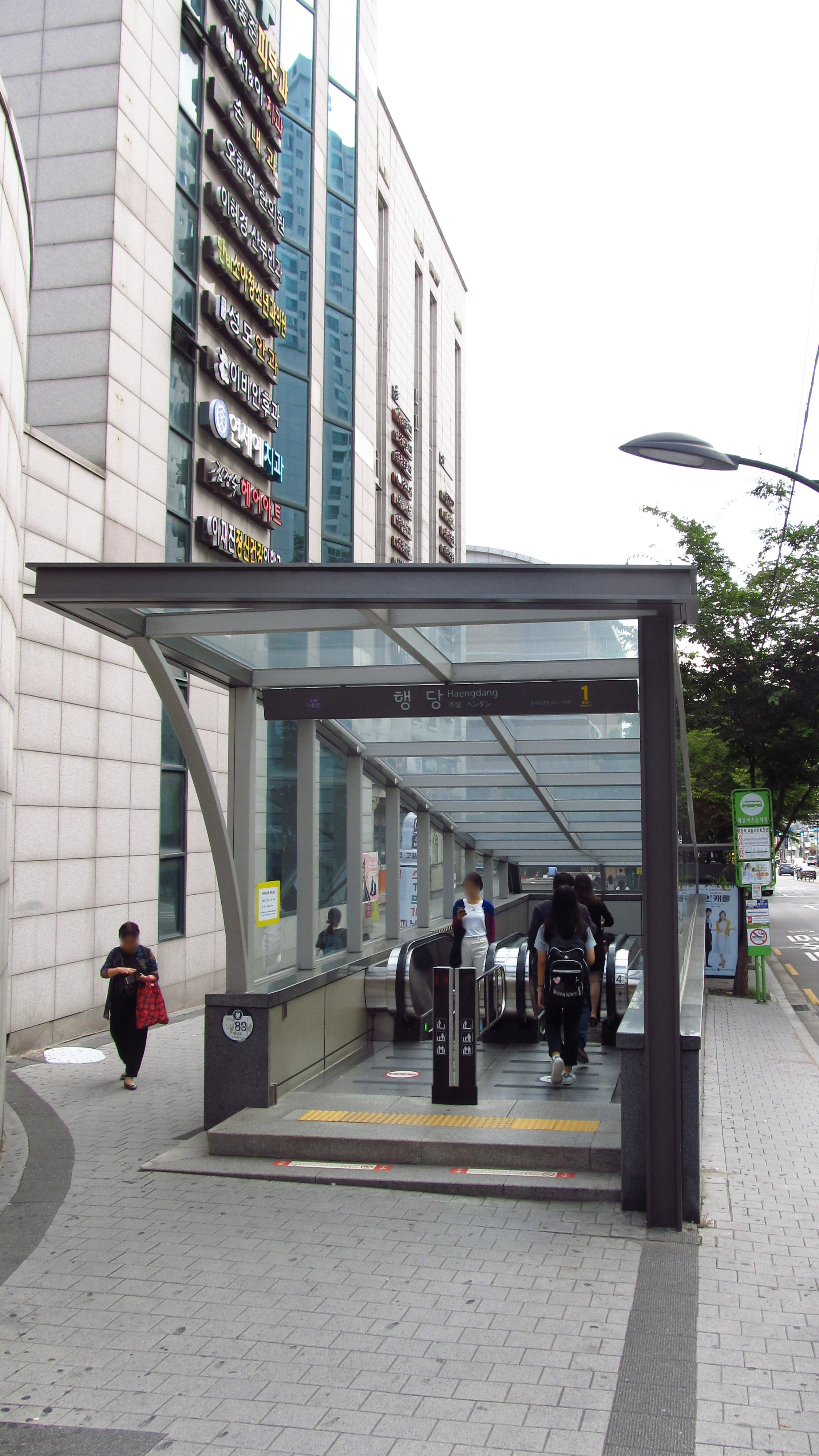
1號出口
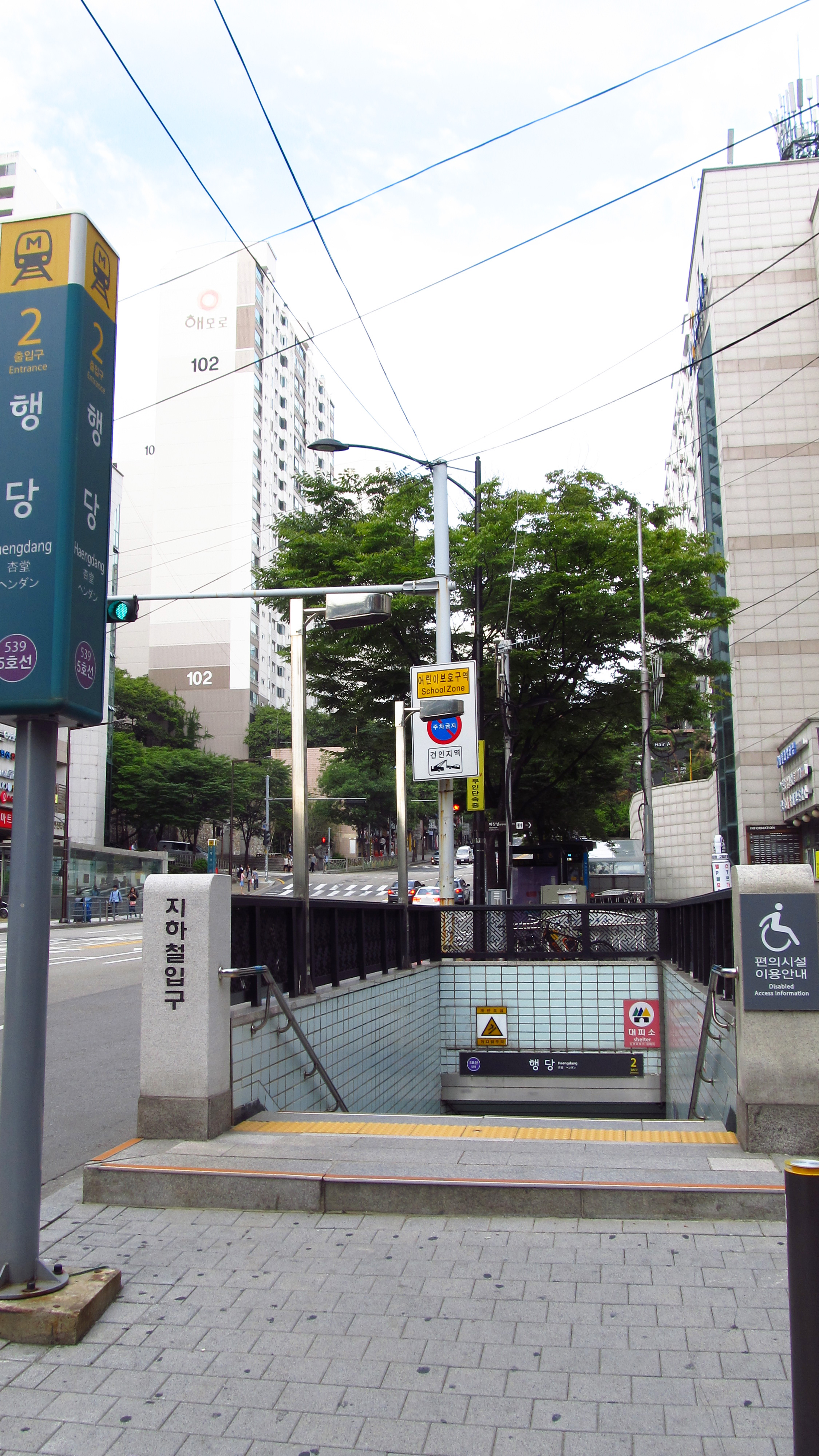
2號出口

## 相鄰車站
首爾交通公社
●首都圈電鐵5號線
新金湖（538）－杏堂（539）－往十里（540）